# Emile Selbach

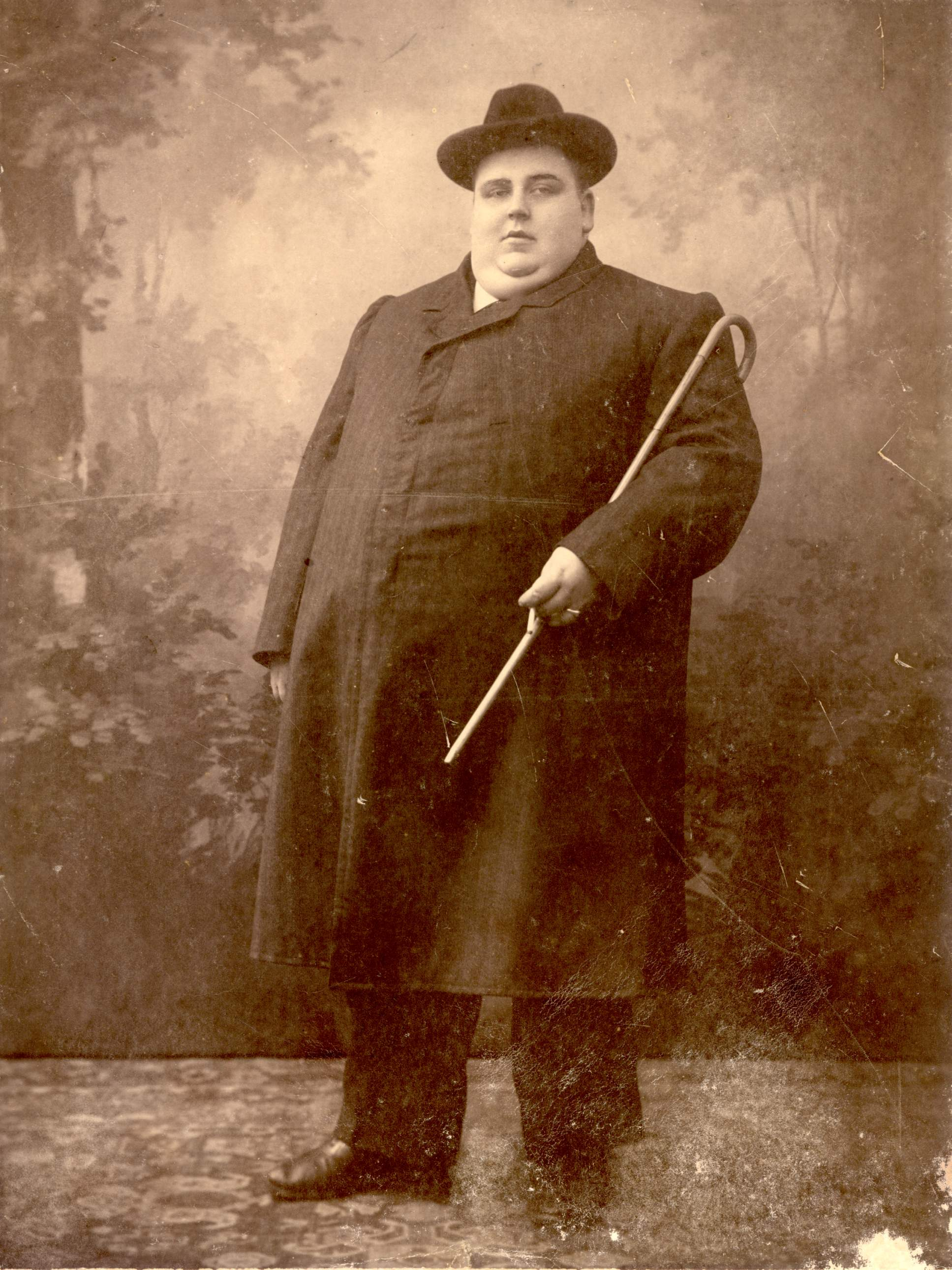
Emile Selbach, ca. 1910

Emile Johannes Selbach (Nijmegen, 29 juni 1886 – 9 december 1914) was een Nederlandse hotelier die tijdens zijn korte leven bekendstond als de zwaarste hotelier van Europa. Hij was hotelhouder van hotel-café-restaurant Central aan de Korenmarkt en vervolgens van hotel-café-restaurant Valkhof aan het Valkhof te Nijmegen.
Dikke Selbach woog meer dan 200 kg. Hij at enorme hoeveelheden in het openbaar, als trekpleister voor gasten voor zijn hotel. Hij ligt begraven op de rooms-Katholieke begraafplaats Daalseweg in Nijmegen.